# 阿尔贝国王公园

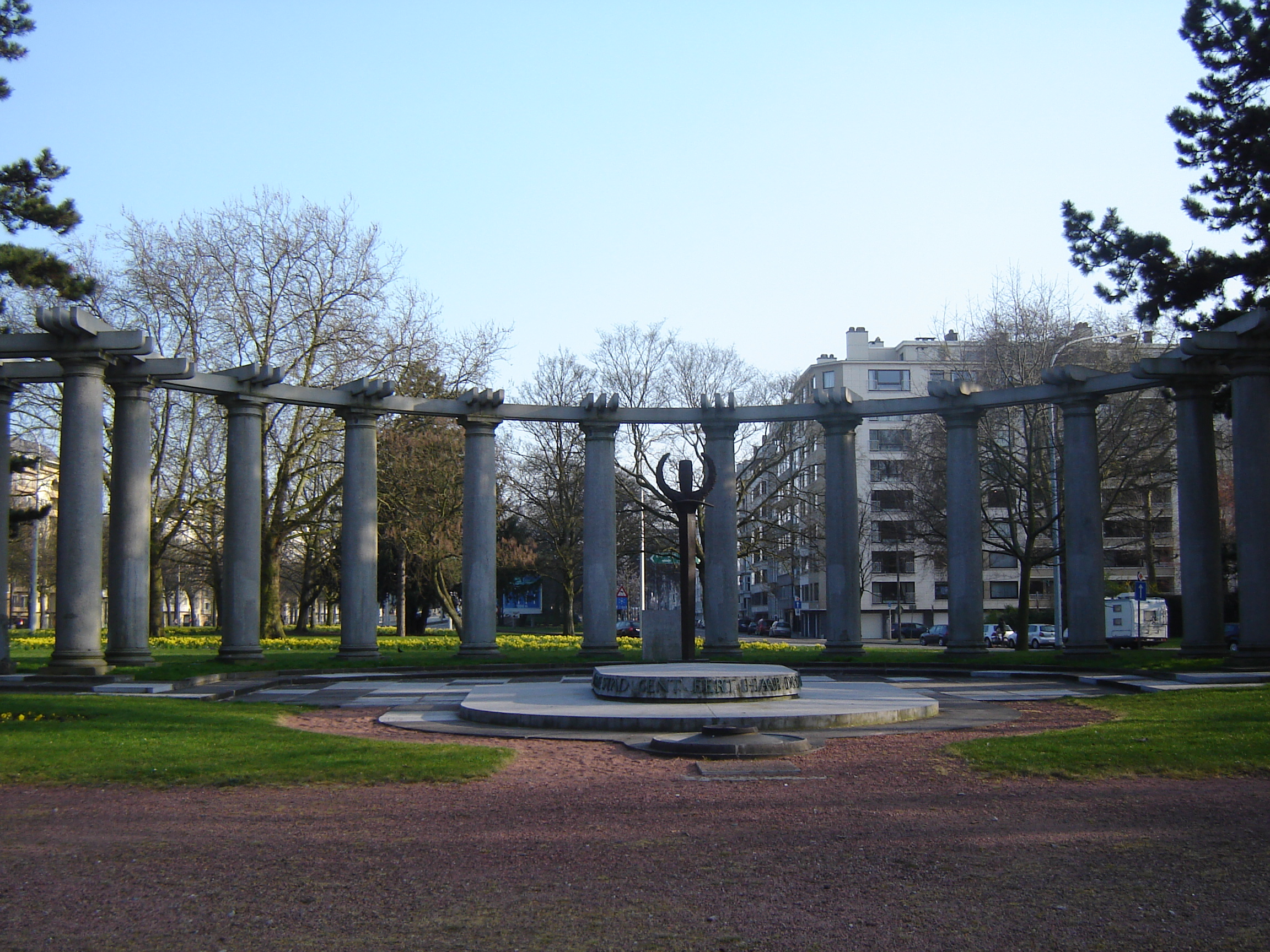
在根特的阿尔贝国王公园5月8日广场（Achtmeiplein）的战争纪念碑

阿尔贝国王公园（Koning Albertpark）又名南公园（Zuidpark），是比利时城市根特的一个城市公园。公园位于市中心东南，介于伍德罗·威尔逊广场与 B401高速公路出口之间。这是一个新巴洛克式公园，而该市的其他公园大多以英国风格布置。
1928年，根特南火车站拆除，取而代之的是根特圣彼得站。在1930年代，南公园建在原铁路遗址上。1934年国王阿尔贝一世去世后，正式命名为阿尔贝国王公园。
利奥波德二世半身像已在公园里安放多年，但在2020年，由于比利时的乔治·弗洛伊德抗议活动，而被拆除。